# Balneario de Jesús
El Balneario de Jesús se encuentra ubicado en las faldas del volcán Pichu Pichu, a siete kilómetros de la ciudad de Arequipa (Perú). Tiene una piscina abastecida por agua del subsuelo que brota a razón de 550 litros por minuto. Las aguas son transparentes e incoloras por lo que se puede ver el fondo de la poza y apreciar los torrentes de gases que brotan en forma de burbujas.

## Aguas curativas
Este balneario tiene la calificación de hipotermal, ya que el agua está a una temperatura de 23,16 °C. Su densidad es de 1000,264 kg/m³. Se trata de aguas minerales por su contenido de cloruros, arsénico y hierro. Que otorgan a quienes se bañan en ellas propiedades tónicas, estimulantes y resolutivas.
De otro lado su débil mineralización y su litina le dan cualidades diuréticas y litófagas. Sus carbonatos y litina actúan como descongestionante de las vías biliares: y tiene también eficacia contra la dermatosis.
Se recomiendan estas aguas a quienes padecen de litiasis, sean renales, vesicales o hepáticas, es decir a quienes padecen cólicos nefríticos o cólicos hepáticos. También ejercen un efecto curativo a quienes sufren de dispesias atónicas o hiposténicas.
Por tanto, se recomienda el baño con estas aguas, así como su ingestión (existe una planta embotelladora de la misma) a quienes sufren de falta de ácido gástrico, dilatación de estómago, reumatismo, problemas linfáticos, anemias, excemas, intercolitis, migrañas, neuralgias, artritis.

## Contra indicadas
No deben consumirla quienes padecen dispepsias hipersténicas o ácidas, úlceras del estómago, cáncer del estómago, nefritis crónica, hipertensión arterial, nefritis albuminúricas.